# Universal Pictures

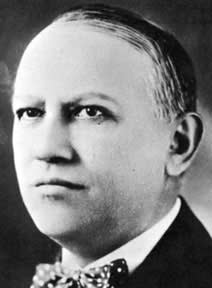
Carl Laemmle

A Universal Pictures filmvállalkozást Carl Laemmle alapította 1912-ben. Los Angeles környékén nyitotta meg a Universal City Stúdió telepét, a világ legnagyobb filmgyártó vállalkozását. A biztonságos, már bevált filmtípusokat gyártották. Felkarolták a feltörekvő tehetségeket. Laemmle fia a harmincas években átvette a stúdió vezetését, és azokban az években neki „köszönhetően” veszteségesen működtek. Jelentős sikert az 1930-ban bemutatott a Nyugaton a helyzet változatlan című, valamint az 1931-es Frankenstein és a Lugosi Béla főszereplésével bemutatott Drakula produkció hozott.
1936-ban az idősebb Laemmle eladta a stúdiót. A világháború után a Universal és az International Pictures egybeolvadt. 1952-ben a Decca lemezkiadó vásárolta meg a céget. Az ötvenes években számos filmsztárt szerződtettek, akik néhány sikeres darabot hoztak a stúdiónak.
1962-ben az MCA szerezte meg a Universalt. Lew Wassermann vezetésével a televíziós műsorgyártás élére kerültek. Ők készítették az első televíziós sorozatot. A hetvenes években Alfred Hitchcock lett a Universal legnépszerűbb rendezője. 1973-ban George Lucas bemutatta Amerikai graffiti című munkáját, majd 1975-ben a Cápa című horrorfilmmel hatalmas kasszasikert könyveltek el. A nyolcvanas években a főbb bevételi forrást már csak a televíziós munkák jelentették, néha elvétve akadt mozifilmes sikerük, mint Spielberg E.T. című filmje. 1990-ben a japán Matsushita Corporation hatmilliárd dollárért felvásárolta az MCA-t.

## Filmjei

### 1920-as évek
- Foolish Wives (1921)
- The Hunchback of Notre Dame (1923)
- Az Operaház fantomja (1925)
- Show Boat (1929)

### 1930-as évek
- Nyugaton a helyzet változatlan (All Quiet on the Western Front) (1930)
- The King of Jazz (1930)
- Drakula (Dracula) (1931)
- Back Street (1932)
- Frankenstein (1932)
- Councellor at Law (1933)
- The Invisible Man (1933)
- Imitation of Life (1934)
- Frankenstein menyasszonya (1935)
- Magnificient Obsession (1935)
- Show Boat (1936)
- Godfrey, a lakáj (My Man Godfrey) (1936)
- Three Smart Girls (1936)
- My Little Chickadee (1939)

### 1940-es évek
- The Bank Dick (1940)
- Szabotőr (1942)
- The Egg & I (1946)
- The Killers (1946)
- Naked City (1947)
- Hamlet (1948, "Legjobb film" Oscar-díj)

### 1950-es évek
- A 73-as winchester (1950)
- Magnificient Obsession (1954)
- Written on the Wind (1956)
- Pillow Talk (1959)

### 1960-as évek
- Spartacus (1960)
- Lover Come Back (1961)
- Ne bántsátok a feketerigót! (To Kill a Mockingbird) (1962)
- That Touch of Mink (1962)
- Madarak (1963)
- Marnie (1964)
- Psycho (1968-tól forgalmazták)

### 1970-es évek
- Airport (1970) és az összes folytatás (1974, 1977 és 1979)
- Az Androméda törzs (1971)
- Silent Running (1971)
- Mária, a skótok királynője (1971)
- A nagy balhé (1973)
- A Sakál napja (1973)
- American Graffiti (1973)
- Fennsíkok csavargója (1973)
- Charley Varrick (1973)
- Szenzáció! (1974)
- A cápa (1975), és az első folytatás (1978)
- A szarvasvadász (1978, "Legjobb film" Oscar-díj)
- National Lampoon’s Animal House (1978)
- Várlak nálad vacsorára (1978)

### 1980-as évek
- Xanadu (1980)
- Blues Brothers (1980)
- On Golden Pond (1981)
- E. T., a földönkívüli (1982)
- Conan, a barbár (1982)
- Fast Times At Ridgemont High (1982)
- Sophie választása (1982)
- A sebhelyesarcú (Scarface) (1983)
- Tizenhat szál gyertya (1984)
- Dűne (1984)
- Brazil (1985)
- Vissza a jövőbe (1985)
- Nulladik óra (1985)
- Egérmese 1 – Mesés Amerika (1986)
- Dupla vagy semmi (1987)
- Őslények országa 1 (1988)
- Vissza a jövőbe II. (1989)

### 1990-es évek
- Vissza a jövőbe III. (1990)
- A Kray fivérek (1990)
- Régi idők kocsija (1990)
- Szemtelennek áll a világ (1990)
- A vérszomjas dada (1990)
- Beethoven (1992)
- Egy asszony illata (Scent of a Woman) (1992)
- Gyilkosság villanófényben (1992)
- Jurassic Park (1993)
- Schindler listája (1993)
- A nagy ugrás (1994)
- Apolló 13 (1995)
- Balto (1995)
- 12 majom (1995) forgalmazó
- Xena (1995)
- Babe (1995)
- Ki vagy, doki? (1996)
- Bölcsek kövére (1996)
- Az elveszett világ: Jurassic Park (1997)
- Bean – Az igazi katasztrófafilm (1997)
- Félelem és reszketés Las Vegasban (1998)
- A múmia (1999)
- Amerikai pite (1999)

### 2000-es évek

#### 2000
- Pitch Black – 22 évente sötétség
- Amerikai pszichó
- Apádra ütök
- Erin Brockovich – Zűrös természet
- A Flintstone család 2. – Viva Rock Vegas
- Gladiátor
- Hát nem édes?
- Bölcsek kövére 2. – A Klump család
- Koponyák
- Kutyaütők
- A leskelődő
- Ó, testvér, merre visz az utad?
- A síró ember
- U–571
- Hajrá, csajok!
- Szerelemre hangolva

#### 2001
- Amerikai pite 2.
- Corelli kapitány mandolinja
- Egy csodálatos elme
- Halálos iramban
- Hannibal
- Josie és a vadmacskák
- Jurassic Park III.
- Kémjátszma
- A múmia visszatér
- Nyakiglove
- Az ösztönember
- A 9. szalag

#### 2002
- 40 nap és 40 éjszaka
- Birodalom
- A Bourne-rejtély
- Charlie kettős élete
- D-Tox
- A Skorpiókirály
- Sorsdöntő nyár
- Szitakötő
- Tégla tesó
- A Vörös Sárkány

#### 2003
- Az Amazonas kincse
- Amerikai pite: Az esküvő
- David Gale élete
- Halálosabb iramban
- Honey
- House of 1000 Corpses
- Hulk
- Igazából szerelem
- Johnny English
- Kapitány és katona: A világ túlsó oldalán
- A macska – Le a kalappal!
- A minden6ó
- Pán Péter
- Vágta

#### 2004
- A Bourne-csapda
- Bridget Jones: Mindjárt megőrülök!
- A Kalcium kölyök
- Péntek esti fények
- Ray
- A sötétség krónikája
- Jó társaságban
- Van Helsing
- Vejedre ütök

#### 2005
- 40 éves szűz
- Bőrnyakúak
- Első a szerelem
- King Kong
- München
- Nanny McPhee – A varázsdada
- Papák a partvonalon
- Pénz beszél
- Producerek
- A remény bajnoka
- Serenity
- A titkok kulcsa
- A tökéletes pasi

#### 2006
- A belső ember
- A Fekete Dália
- A United 93-as
- Az ember gyermeke
- Az ügynökség
- Bajkeverő majom
- Én, a nő és plusz egy fő
- Felvéve
- Gyerünk a börtönbe!
- Halálos iramban: Tokiói hajsza
- Holiday
- Miami Vice
- Szakíts ha bírsz
- Volt egyszer egy másik Amerika

#### 2007
- A Bourne-ultimátum
- A Királyság
- Alpha Dog
- Amerikai gengszter
- Anya lánya unokája
- Az utolsó jelentés
- Charlie Wilson háborúja
- Elizabeth – Az aranykor
- Evan a minden6o
- Felkoppintva
- Férj és férj
- Férjhez mész, mert azt mondtam (Mert azt mondtam)
- Füstölgő ászok
- Halálos hallgatás
- Mr. Bean nyaral

#### 2008
- A hihetetlen Hulk
- Bébi mama
- Cincin lovag
- Halálfutam
- Hellboy II. – Az aranyhadsereg
- Lepattintva
- Mamma mia!
- Mindenképpen talán
- A múmia: A Sárkánycsászár sírja
- Hívatlanok
- Wanted

#### 2009
- A dolgok állása
- A túlvilág szülötte
- Becstelen brigantyk
- Brüno
- Farkasember
- Halálos iram
- Kettős játék
- Ki nevet a végén
- Közellenségek
- Páros mellékhatás
- Pokolba taszítva
- Rémségek cirkusza
- Rockhajó
- Egyszerűen bonyolult

### 2010-es évek

#### 2010
- Gru
- Nanny McPhee és a nagy bumm
- Robin Hood

#### 2011
- Hopp
- Halálos iramban: Ötödik sebesség

#### 2012
- A Bourne-hagyaték
- Mindenki szereti a bálnákat
- Ted
- Lorax

#### 2013
- Halálos iramban 6.
- Gru 2.

#### 2015
- Halálos iramban 7.
- Jurassic World
- Minyonok
- Steve Jobs
- Ted 2.

#### 2016
- Jason Bourne

#### 2017
- A múmia
- Halálos iramban 8.
- Gru 3.

#### 2018
- Jurassic World: Bukott birodalom

#### 2019
- Így neveld a sárkányodat 3.

#### 2023
- Öt éjjel Freddy pizzázójában